# Puškarići
Puškarići – wieś w Chorwacji, w żupanii karlowackiej, w mieście Ogulin. W 2011 roku liczyła 439 mieszkańców.